# Degranvillea dermaptera
Degranvillea dermaptera är en orkidéart som beskrevs av Ronald Oskar Determann. Degranvillea dermaptera ingår i släktet Degranvillea, och familjen orkidéer.
Artens utbredningsområde är Franska Guyana. Inga underarter finns listade i Catalogue of Life.